# Tallafe
Tallafe, né le 29 décembre 1981 à Abéché (Tchad) est un peintre et artiste plasticien franco-tchadien. Reconnu pour son travail à la fois abstrait et figuratif, il explore à travers la couleur et les formes des thèmes sociaux et politiques, notamment la corruption et les droits des enfants et des femmes.

## Biographie

### Jeunesse et formation
Tallafe Ahmat Dougouche Mitchella grandit à N'Djaména, dans un environnement où la peinture est omniprésente, son père étant chauffeur mécanicien et carrossier. Dès l’âge de 14 ans, il commence à exprimer son intérêt pour la peinture en utilisant les bombes de peinture de son père pour créer des dessins et décorations. Encouragé par son entourage, il décide de poursuivre une carrière artistique.
Il quitte son pays pour les Pays-Bas en 2001 puis il intègre, en 2004, l'Oldham School of Art de Manchester en Angleterre. Il s'installe en France en 2009, à Massy, dans l'Essonne et  acquiert la nationalité française en 2013.

### Carrière artistique
Depuis ses débuts en tant qu'artiste professionnel en 2009, Tallafe a exposé ses œuvres dans de nombreuses galeries à travers le monde. À partir de 2011, ses œuvres sont exposées dans plusieurs pays d'Europe (Allemagne, Belgique, Pays-Bas, Suisse et France) et aux Etats-Unis. Ses toiles sont également accueillies à la Maison de l'UNESCO à Paris en novembre 2013, à l'occasion de la remise d'une copie du crâne de Toumaï à l'UNESCO par le président tchadien Idriss Déby. Son travail artistique est promu par l'association Singa. Il participe notamment à un théâtre d'activités avec les artistes Omar Ibrahim et Seb Toussaint à la Gare de Lyon, à Paris, à l’occasion de la semaine de sensibilisation du HCR, l'Agence des Nations Unies pour les réfugiés en 2017.
En 2021, il fait don de deux de ses toiles à la ministre de la culture et de la promotion de la diversité du Tchad qui les lègue au Musée national du Tchad à N'Djamena.
En 2024, il inaugure l'espace artistique de l'hôtel de Choisity à Aramon, dans le Gard, où ses oeuvres entrent en écho avec les pièces de la collection d'Alexandre Albert-Galthié. Parallèlement, sa nouvelle exposition "Indicible", dont les œuvres sont inspirées par le film de Tarik Saleh, "La conspiration du Caire" est présentée à N'Djamena,.

### Style et thématiques
Tallafe explore diverses pratiques artistiques (sculpture, collage, couture, tricotage) avant de se consacrer à la peinture. Ses toiles mêlent abstraction et motifs inspirés du patrimoine artistique tchadien, et notamment de la culture sao.